# Voiteg
Voiteg là một xã thuộc hạt Timiș, România. Dân số thời điểm năm 2002 là 2428 người.